# Terence T. Henricks
Terence Thomas „Tom“ Henricks (* 5. Juli 1952 in Bryan, Ohio) ist ein ehemaliger US-amerikanischer Astronaut. 

## Ausbildung
Henricks erhielt 1974 einen Bachelor in zivilem Maschinenbau von der United States Air Force Academy und 1982 einen Master of Public Administration von der Golden Gate University.

## Militärische Laufbahn
Bei der United States Air Force absolvierte Henricks seine Ausbildung zum Piloten und später zum Testpiloten. Als Kampf- und Testpilot war er in Alabama, Florida, England, Island, Nevada und Kalifornien auf den verschiedensten Luftwaffenbasen stationiert.

## Astronautentätigkeit
Im Juni 1986 wurde Henricks von der NASA als Astronautenanwärter ausgewählt. Nach seiner Ausbildung überprüfte er Shuttle-Landeplätze auf der ganzen Welt. Er arbeitete als Ingenieur für das Space-Shuttle-Programm am Johnson Space Center sowie am Kennedy Space Center.

### STS-44
Am 24. November 1991 startete Henricks als Pilot der Raumfähre Atlantis zur Mission STS-44. Es war eine Mission für das US-Verteidigungsministerium. Die nicht geheime Nutzlast enthielt neben anderen militärischen Experimenten einen DSP-Satelliten und dessen Oberstufe, um den Satelliten in eine höhere Umlaufbahn zu befördern.

### STS-55
Henricks zweiter Flug führte ihn als Pilot der Raumfähre Columbia ins All. Der Flug ist in Deutschland als zweite deutsche Spacelab-Mission „D-2“ bekannt. Der zehntägige Flug musste wegen verschiedener technischer Probleme mehrmals verschoben werden und konnte erst am 26. April 1993 beginnen. Bei der Mission wurde eine IMAX-Kamera mitgeführt. Mit an Bord befanden sich mit Ulrich Walter und Hans Wilhelm Schlegel zwei deutsche Astronauten.

### STS-70
Am 13. Juli 1995 startete Henricks als Kommandant der Raumfähre Discovery zu seiner dritten Mission ins All. Hauptaufgabe war das Aussetzen des Relaissatelliten TDRS-G.

### STS-78
Bei seinem vierten Einsatz flog Henricks am 20. Juni 1996 als Kommandant der Raumfähre Columbia (STS-78) zu dem bis dahin längsten Flug eines Space Shuttles (16d 21h 48min). Aufgabe waren Schwerelosigkeitsexperimente im Life and Microgravity Spacelab (LMS), die als Grundlage für zukünftige Experimente auf der Internationalen Raumstation (ISS) benötigt wurden.

## Nach der NASA
1997 schied Henricks aus der NASA aus und wechselte zur Timken Company in Canton.

## Privates
Terence Henricks ist verheiratet und hat drei Kinder.